# 尖嘴蕨
尖嘴蕨（学名：Belvisia mucronata）为水龙骨科尖嘴蕨属下的一个种。

## 扩展阅读
維基物種上的相關：尖嘴蕨